# Areacronica.com
Areacronica.com è una compilation di rap italiano pubblicata nel 1999 su CD e musicassetta. Alla compilation partecipano gli artisti della crew Area Cronica (Tormento, Left Side, Lyricalz, Bassi Maestro, Maku Go & Sardo Triba) e alcuni artisti esterni (Esa, Marya, Kaso).

## Tracce
1. Bassi Maestro – Il tempo che è trascorso – 4:08
2. Lyricalz – Credi che sia facile '99 (feat. Tormento) – 4:25
3. Maku Go & Sardo Triba – Pettegolezzi (feat. Jasmine) – 4:25
4. Left Side – La chiave del successo – 3:56
5. Sab Sista – M.A.P. (feat. Nora) – 3:51
6. Lyricalz – Nessuno li vide più – 4:01
7. Bassi Maestro – R.I.P. Resto in posa (Foto di gruppo '99) – 4:10
8. Eva – Cose da dividere – 3:51
9. Sab Sista – Resta con me (feat. Tormento) – 4:23
10. Max Elli – Fiamma che non brucia (feat. Tormento) – 3:59
11. Brunello Team – Missione possibile (feat. Maku Go) – 3:50
12. Rival Capone – HH Mission (feat. Esa, Marya e Yoshi) – 4:28
13. DDP – L'odore della notte – 4:14
14. Maku Go & Sardo Triba – Quartieri (remix) – 5:29
15. Kaso – Ok ci siete – 3:48
16. Left Side – Una cosa seria (remix) – 3:31
17. I soliti mc's – Do Not Disturb – 3:47